# Kinotage Beirut 2006
Kinotage Beirut 2006 (arabisch أيام بيروت السينمائية, Ayam Beirut al-Cinemaiya; englisch Cinema Days of Beirut) ist die Bezeichnung für die Auflage eines Filmfestivals im Jahr 2006, das seit 2001 in der libanesischen Hauptstadt Beirut stattfindet.
Nach dem Ausbruch des Libanonkrieges am 12. Juli war die Absage erwartet worden, aber die Organisatoren hielten an der Ausrichtung fest, um auf diese Weise ihren Widerstand gegen den Krieg auszudrücken.
Ursprünglich sollten über 100 Filme gezeigt werden, aber die Kriegshandlungen hatten eine Straffung des Programmes auf 40 Filme notwendig gemacht. Der Schwerpunkt lag auf Filmen über die arabische Welt. Der Film Falavel des libanesischen Regisseurs Michel Kammoun hatte im Rahmen des Festivals, das vom 16. bis 23. September 2006 stattfand, seine Weltpremiere.
Die Festivaldirektorin war Hania Mroue und die künstlerische Leitung hatte die Filmemacherin Eliane Raheb.